# 木見金治郎
木見 金治郎（きみ きんじろう、1878年6月24日 - 1951年1月7日）は、将棋棋士。追贈九段。関根金次郎十三世名人門下。岡山県児島郡木見村（現・倉敷市）出身。

## 経歴
古鉄商の子として生まれる。明治19年、数えで9歳のころ、家族と神戸に移る。
二十歳頃までは実家にいて、家業のかたわら、賭け将棋をしていたらしい。数えの19歳の頃、後の十三世名人関根金次郎に四枚落ちで一ひねりされ、将棋の勉強を始める。1914年、家業を捨て東京に出て、関根金次郎門下に入門。プロ棋士となる。
第一次世界大戦後に古鉄の相場が再び上昇したため、大阪に戻り古鉄商を再開する。しかし将棋と力仕事の両立が難しい事から、古鉄商をやめて棋士の道を歩む。大阪では大阪朝日新聞嘱託の坂田三吉に対抗し、大阪毎日新聞嘱託のスター棋士となる。受け将棋で関西棋界の大御所として人望を集めた。
1924年に八段昇段。

### 日本将棋連盟関西本部の立ち上げ
1927年5月5日、主宰していた棋正会を関根金次郎名人の東京将棋連盟に合流させ、日本将棋連盟の創立に参加。大阪支部長となる。当時の事務所は木見の自宅に設けられた。
1935年、神田辰之助の八段昇段をめぐり連盟が分裂したが、1936年に「将棋大成会」として合流する。この時、木見は後見役に退き、神田辰之助が支部長、藤内金吾が幹事長となる。1941年、大阪支部が関西本部に昇格。神田辰之助の名人挑戦に配慮し、本部長となる。

### 名人戦開始後
1937年、上京し八段の全棋士（9名）が参加する名人戦リーグに参加したが、高齢のために惨敗。戦後、順位戦が開始されるが、高齢と戦災に拠り参戦しなかった。
1951年に亡くなる。日本将棋連盟関西本部の立ち上げに大変な尽力をした事から、関西会館で初めての「日本将棋連盟葬」が営まれる。1962年、九段を追贈される。

## 人物
中将棋にも造詣が深く、弟の栄二郎とともに教えていた。栄二郎と大山康晴は、大山が四段に昇段する前に頻繁にさしていたという記録がある。
香落ちでの鳥刺しを得意戦法とした。
また、四枚落ちにした上で桂馬の動きを八方桂にする古将棋に倣った珍しい棋譜が残っている（対戦相手は坂田三吉）（近代将棋昭和25年8月号、湯川博士著『おもしろゲーム将棋』毎日コミュニケーションズから1991年刊行、を参照）。
さらにユーハイムの創業者のドイツ人、カール・ユーハイムとバーでしばしばチェスを闘わせていたという事が伝わっている。

## 弟子・系譜
関根金次郎の門下だったという資料もあるが、日本将棋連盟の棋士系統図においては関根とは別系統の祖の一人となっている。
近代将棋黎明期の祖となっている人物としては下記の通り、最も多い11人となる弟子を輩出した名伯楽として知られ、特に戦後の将棋界を牽引した升田幸三と大山康晴が有名。神田と共に西日本出身の棋士を数多く育てた。また系譜筋には平成以降に数多くの弟子を輩出した森信雄（村上真一の孫弟子）や、大山の孫弟子で名人となった佐藤天彦がおり、現代でも木見門下の系譜で一線級で活躍する棋士は多い。

### 木見の直弟子
- 村上真一
- 中井捨吉
- 大野源一
- 角田三男
- 上田三三
- 升田幸三（実力制第四代名人）
- 大山康晴（十五世名人）
- 山中和正
- 西本馨
- 橋本三治
- 二見敬三

## 主な著書
- 将棋必勝法 上,下（渡瀬荘治郎、木見金次郎解）（1914年 大阪屋號書店，斯文館）
- 将棊初心の手引（高橋其木，木見金次郎訂補）（1928年 博多成象堂）
- 将棋新定跡大観（1934年 大文館書店）
- 歩式早指南 将棋大全 （1935年 大文館書店）